# Közönséges avarevő moly
A közönséges avarevő moly (Blastobasis phycidella) a valódi lepkék (Glossata) alrendjébe tartozó avarevő molyfélék (Blastobasidae) családjának egyik, a Kárpát-medencében is honos faja.

## Elterjedése, élőhelye
Közép-Európában, Dél-Európában és Kis-Ázsiában elterjedt faj, amelyet a Kárpát-medencében is mindenfelé megtalálni.

## Megjelenése
Szürke szárnyát halvány keresztsávok és foltok tarkázzák. A szárny fesztávolsága 14–17 mm.

## Életmódja
Egy évben egy generációja nő fel. A lepkék június–júliusban, éjszaka rajzanak, a mesterséges fény vonzza őket. A hernyók tápláléka növényi törmelék, így a közönséges avarevő moly lebontó fajnak számít.

## Külső hivatkozások
- Mészáros Zoltán – Szabóky Csaba: A magyarországi molylepkék gyakorlati albuma. Budapest: Agroinform. 2005.  arch Hozzáférés: 2018. április 6. (PDF)